# Якудза эйга
Якудза эйга (яп. ヤクザ映画, дословно — «гангстерское кино») — жанр японского кинематографа, посвящённый якудза, в разные свои периоды допускавший то героизацию, то абсолютное отрицание данных персонажей. В 1960-х — первой половине 1970-х годов жанр абсолютно доминировал в кинопрокате этой страны.

## Становление жанра
В эпоху немого кино в Японии получили распространение фильмы о бакуто — предшественниках современных якудза. Чаще всего сюжеты были посвящены вымышленным или реальным историческим персонажам, благородным разбойникам-одиночкам, встающим на защиту притесняемых властью крестьян. Например, полулегендарному герою времён правления клана Токугава Тюдзи Кунисаде с 1911 по 1935 год были посвящены не менее 8 лент, среди которых трилогия «Дневник путешествий Тюдзи». Во время Второй мировой войны японский кинематограф не допускал производства картин на подобные темы, так как был полностью подчинён выпуску пропагандистских фильмов. В 1948 году первым к тематике вернулся Акира Куросава с фильмом «Пьяный ангел». Оккупация Японии союзными войсками не способствовала развитию национальных традиций и идей в кино, но после её завершения молодой тогда режиссёр Тэруо Исии снял с 1958 по 1961 год на студии Shintoho четыре фильма в стиле нуар: «Секретная зона белой линии», «Зона чёрной линии», «Зона жёлтой линии», «Сексуальная линия», которые стали первой послевоенной попыткой показать реальную, в том числе криминальную жизнь в кварталах Токио Асакуса и Гиндза.

## Мукокусэки акусён
Мукокусэки акусён (яп. 無国籍アクション, буквально — безграничное действие или беспредельный экшн) — поджанр якудза эйга, зародившийся на студии Nikkatsu (Никкацу) в конце 1950-х годов, для которого, по определению кинокритика Ивана Денисова, были характерены «новый японский индивидуализм и освобождение от уз традиционализма». Режиссёры в своих картинах постепенно осознавали обретённую свободу, одновременно возвращаясь к национальным традициям киноязыка, свободно и органично использовали накопленный опыт криминальных фильмов Европы и США. Ещё одной особенностью мукокусэки акусён является создание не только гангстерских лент, но и так называемых «мисо-вестернов» (по аналогии со «спагетти-вестернами»). Наиболее значимыми работами поджанра стали: «Я жду» Корэёси Курахары (1957 год), «Ржавый нож» Тосио Масуды (1958 год), «Мой паспорт — кольт» Такаси Номуры (1967 год), «Три секунды до взрыва» Мотому Иды (1967 год). Отдельно необходимо отметить Сэйдзюна Судзуки и его «Молодость зверя» (1963 год, снятый по сути на основе сюжета «Кровавая жатва» Дэшилла Хэммета), «Токийский скиталец» (1966 год) и «Рождённый убивать» (1967 год). За эту работу, объявленную непонятной зрителю, Судзуки был уволен со студии Никкацу. Практически тут же его место занял Тэруо Исии, он снял два фильма о женщинах-якудза «Дружелюбный убийца» (1969 год) и «Татуированная фехтовальщица» (1970 год), сделавших звездой Мэико Кадзи. В качестве, вероятно, главных исполнителей мужских ролей в Мукокусэки акусён необходимо назвать Акиру Кобаяси и Дзё Сисидо. Много лет спустя, в 2005 году, последний так сравнивал криминальные фильмы студии Никкацу и близкую продукцию компании Тоэи: 
Эти боевики были совершенно разными. Никкацу, по сути, производила молодёжные фильмы - абсолютно человечные истории с молодыми героями, содержащими иногда криминальные персонажи или ситуации. Тоэи делала картины о настоящих якудза. <…> Они старались снимать реальность мира якудза, его этнос. Зрители были совершенно разными. Люди, пришедшие смотреть фильмы Тоэи, любили ленты о якудза. Но те, кто предпочитали Никкацу, ходили на драматургию. Никкацу экшн отличались от боевиков других стран. Мы не знали как организовать акробатику схваток или сложные эффектные эпизоды. Мы сосредотачивались на истории взаимоотношений между персонажами.

## Нинкё эйга
Нинкё эйга (яп. 仁侠映画 нинкё: эйга, буквально — героический фильм или рыцарский фильм) — фильмы поджанра якудза эйга, выпускавшиеся преимущественно компанией Toei (Тоэи). В 1961 году упоминавшаяся выше студия Shintoho разорилась, и Тэруо Исии перешёл в Toei, где снял криминальную комедию «Цветок, буря и банда» с начинающим тогда актёром Кэном Такакурой. Работы актёра и режиссёра набирали популярность, пик которой пришёлся на выход фильма 1965 года «Тюрьма Абасири» (в ближайшие три года последует выпуск ещё 17 сиквелов этой ленты, девять из которых снимет Тэруо Исии). Эти фильмы легли в основу поджанра «нинкё». Он характеризуется романтизацией «благородного» прошлого якудза. Сюжеты развивались главным образом в начале XX века, а противостояние происходило между «положительными, бескорыстными» якудза и «новыми» бандитами — алчными негодяями. Стремление героизировать якудза появилось не случайно: криминальный бизнес активно входил в кинопроизводство. Известным актёром этого жанра стал Нобору Андо, в прошлом — босс криминальной семьи Андо-гуми. Ещё одним актёром — бесспорным лидером, и даже олицетворением жанра, был Кодзи Цурута. Однако его приверженность «нинкё» некоторыми журналистскими источниками приписывалась принуждением со стороны реальных гангстеров, в частности Кадзуо Таоки. Среди актрис нинкё наиболее заметна была Дзюнко Фудзи, особенно после серии «Красный пион». Кинокритик Иван Денисов, считая в целом поджанр самым схематичным и мелодраматичным из всех якудза-фильмов, называет этот цикл наиболее достойным внимания.

## Дзицуроку эйга
Дзицуроку эйга (яп. 実録映画, буквально — фильм-хроника, летопись) — ещё один поджанр якудза эйга, сформировавшийся в начале 1970-х годов. Его отличительной особенностью было создание образа послевоенных якудза как алчных и жестоких гангстеров, забывших во имя наживы устои и традиции своих «благородных» предшественников. Родоначальником направления стал режиссёр Киндзи Фукасаку своим 5-серийным фильмом «Битвы без чести и жалости» с участием Бунты Сугавары. По мнению обозревателя Time Out:
Эта разрушительная антология убийств изменила направление всего жанра якудза-эйга. Ушли традиционные истории о кодексе чести и чувстве долга, их сменили волчьи законы, отсутствие морали с гарниром из чрезмерного насилия и абсурдных кровавых сцен.
Выход первого фильма цикла совпал по времени с чередой политических потрясений в Японии: кровавая драма в аэропорту Лод, попытка государственного переворота Юкио Мисимы и другие действия националистов сформировали у граждан их негативный образ. Эта ситуация обеспечила успех картины, открыто отвергающей националистический идеализм и криминальные методы в политике и экономике. По итогам XX века она была признана одним из высших достижений японской культуры. В середине 1970-х Фукасаку развил успех «Боёв» фильмам «Полицейские против бандитов» (1975 год), «Кладбище якудза» (1976 год).

## Такэси Китано
В начале 1980-х годов из-за широкого распространения домашнего видео производство картин якудза-эйга пошло на спад. Режиссёры и актёры стали работать в новых жанрах. Однако, в 1989 году в кино о гангстерах пришёл новый режиссёр — Такэси Китано. Во время съёмок «Жестокого полицейского» Киндзи Фукасаку заболел, и роль постановщика взял на себя ведущий актёр, Китано. После этого последовал выпуск ещё нескольких картин о якудза: «Точка кипения», «Сонатина», «Фейерверк». При общих крайне положительных отзывах об этих лентах, критик Иван Денисов отмечает их «замедленный ритм и злоупотребление специфическим юмором», что не позволяет им соревноваться с прошлыми шедеврами Якудза-эйга. Однако вышедшие позже «Затойчи» и «Беспредел» оцениваются как достойный возврат к лучшим традициям жанра.

## Работы других студий и авторов
- 1960 год Ясудзо Масумура — «Загнанный волк»[8][К 1] (иногда — «Страх смерти»)
- 1964 год Масахиро Синода — «Бледный цветок»
- 1971 год Хидэо Гося «Волки»
- 1974 год Сидни Поллак — «Якудза»
- 1989 год Ридли Скотт — «Чёрный дождь»
- 1992 год Дзюдзо Итами — «Тонкое искусство вымогательства по-японски»[К 2] (англ. ミンボーの女, Minbo)
- 1999 год Такаси Миикэ — «Живым или мертвым: Год 2346»
- 2003 год Такаси Миикэ — «Театр ужасов якудза: Годзу»

## Комментарии
1. ↑  Название дано по анонсу показа ленты в Лектории Государственного музея Востока
2. ↑  После выхода этой остросатирической картины о якудза режиссёр подвергся нападению и был изуродован бандитами, а через пять лет погиб при сомнительных обстоятельствах.